# Gran Premi de Polònia de Motocròs 250cc
|  | Per a altres significats, vegeu «Gran Premi de Polònia de Motocròs». |

El Gran Premi de Polònia de Motocròs en la cilindrada de 250cc (en polonès, Grand Prix Polski Motocross 250cc), abreujat GP de Polònia de 250cc, fou una prova internacional de motocròs que es va celebrar anualment a Polònia entre el 1958 i el 1999, és a dir, des de la segona edició del Campionat d'Europa fins a uns anys abans del final del Campionat del Món d'aquesta cilindrada (el 2004, la històrica categoria dels 250cc fou reconvertida a la nova MX1, actual MXGP).
Al llarg de la seva història, el Gran Premi de Polònia se celebrà correlativament en quatre escenaris diferents: va començar a Katowice, on romangé els primers cinc anys, després va passar tres anys a Kielce i el 1966 es traslladà a Szczecin, on s'arribà a celebrar tretze anys seguits. El 1980, després de la darrera edició del Gran Premi en aquesta ciutat de la Pomerània, l'esdeveniment se suspengué durant una llarga temporada, ja que aquell mateix any començà l'etapa convulsa que acabà portant la democràcia al país.
L'onada de vagues dirigides per la Solidarność de Lech Wałęsa, el cop d'estat de Jaruzelski i altres fets relacionats facilitaren l'àmplia victòria dels sindicalistes a les eleccions de 1989. Amb la instauració de la República de Polònia (en polonès, Rzeczpospolita Polska) el 31 de desembre d'aquell mateix any, el país entrà dins l'òrbita occidental i sortí definitivament de l'antic teló d'acer. Un cop estabilitzada la situació política i social, el Gran Premi es reactivà i a partir de 1994 es tornà a convocar, aquesta vegada a la ciutat de Gdynia, on romangué fins al 1999.

## Edicions
| Població | Voivodat             | Data usual   | De   | A    | Edicions |
| -------- | -------------------- | ------------ | ---- | ---- | -------- |
| Katowice | Silèsia              | Al maig      | 1958 | 1962 | 5        |
| Kielce   | Santa Creu           | Al juliol    | 1963 | 1965 | 3        |
| Szczecin | Pomerània Occidental | Al maig-juny | 1966 | 1980 | 13       |
| Gdynia   | Pomerània            | Variable     | 1994 | 1999 | 6        |
| Total    | 4                    |              |      |      | 27       |

1. ↑  Circuit situat entre Katowice i Zabrze.

## Palmarès
Font:
| Edició | Any  | Lloc                     | Data            | Guanyador        | Guanyador |
| ------ | ---- | ------------------------ | --------------- | ---------------- | --------- |
| I      | 1958 | Katowice                 | 30-31 d'agost   | Roman Zurawiecki | Maico     |
| II     | 1959 | Katowice                 | 30-31 de maig   | Jaromír Čížek    | Jawa      |
| III    | 1960 | Katowice                 | 28-29 de maig   | Dave Bickers     | Greeves   |
| IV     | 1961 | Katowice                 | 27-28 de maig   | Dave Bickers     | Greeves   |
| V      | 1962 | Katowice                 | 26-27 de maig   | Jeff Smith       | BSA       |
|        |      |                          |                 |                  |           |
| VI     | 1963 | Kielce                   | 20-21 de juliol | Vlastimil Válek  | ČZ        |
| VII    | 1964 | Kielce                   | 25-26 de juliol | Torsten Hallman  | Husqvarna |
| VIII   | 1965 | Kielce                   | 26-27 de juny   | Víktor Arbékov   | ČZ        |
|        |      |                          |                 |                  |           |
| IX     | 1966 | Szczecin                 | 18-19 de juny   | Joël Robert      | ČZ        |
| X      | 1967 | Szczecin                 | 12-13 d'agost   | Joël Robert      | ČZ        |
| XI     | 1968 | Szczecin                 | 15-16 de juny   | Joël Robert      | ČZ        |
| XII    | 1969 | Szczecin                 | 10-11 de maig   | Joël Robert      | ČZ        |
| XIII   | 1970 | Szczecin                 | 6-7 de juny     | Sylvain Geboers  | Suzuki    |
| XIV    | 1971 | Szczecin                 | 1-2 de maig     | Kalevi Vehkonen  | Husqvarna |
| XV     | 1972 | Szczecin                 | 10-11 de juny   | Joël Robert      | Suzuki    |
| XVI    | 1973 | Szczecin                 | 12-13 de maig   | Håkan Andersson  | Yamaha    |
| XVII   | 1974 | Szczecin                 | 11-12 de maig   | Guennady Moiseev | KTM       |
| XVIII  | 1975 | Szczecin                 | 10-11 de maig   | Harry Everts     | Puch      |
| XIX    | 1976 | Szczecin                 | 8-9 de maig     | Thorleif Hansen  | Kawasaki  |
|        |      | 1977-1978: No es disputà |                 |                  |           |
| XX     | 1979 | Szczecin                 | 9-10 de juny    | Håkan Carlqvist  | Husqvarna |
| XXI    | 1980 | Szczecin                 | 7-8 de juny     | Kees van der Ven | KTM       |
|        |      | 1981-1993: No es disputà |                 |                  |           |
| XXII   | 1994 | Gdynia                   | 14-15 de maig   | Greg Albertyn    | Suzuki    |
| XXIII  | 1995 | Gdynia                   | 29-30 de juliol | Marnicq Bervoets | Suzuki    |
| XXIV   | 1996 | Gdynia                   | 20-21 d'abril   | Marnicq Bervoets | Suzuki    |
| XXV    | 1997 | Gdynia                   | 16-17 d'agost   | Stefan Everts    | Honda     |
| XXVI   | 1998 | Gdynia                   | 29-30 d'agost   | Stefan Everts    | Honda     |
| XXVII  | 1999 | Gdynia                   | 31j-1 d'agost   | Pit Beirer       | Kawasaki  |

## Estadístiques
S'han considerat tots els resultats compresos entre el 1958 i el 1999.

### Guanyadors múltiples
| Pilot            | Victòries |
| ---------------- | --------- |
| Joël Robert      | 5         |
| Dave Bickers     | 2         |
| Marnicq Bervoets | 2         |
| Stefan Everts    | 2         |

### Victòries per país
| País           | Victòries |
| -------------- | --------- |
| Bèlgica        | 11        |
| Suècia         | 4         |
| Regne Unit     | 3         |
| Unió Soviètica | 2         |
| Txecoslovàquia | 2         |
| Polònia        | 1         |
| RFA            | 1         |
| Països Baixos  | 1         |
| Finlàndia      | 1         |
| Sud-àfrica     | 1         |
| Total          | 27        |

### Victòries per marca
| Marca     | Victòries |
| --------- | --------- |
| ČZ        | 6         |
| Suzuki    | 5         |
| Husqvarna | 3         |
| Kawasaki  | 2         |
| Honda     | 2         |
| Greeves   | 2         |
| KTM       | 2         |
| Yamaha    | 1         |
| Jawa      | 1         |
| BSA       | 1         |
| Puch      | 1         |
| Maico     | 1         |
| Total     | 27        |